# Brydż robrowy
Brydż robrowy (ang. rubber bridge) – podstawowa forma brydża wywodząca się z wista. Nazwa nawiązuje do rozgrywanych w tej formie brydża wielorozdaniowych robrów, po zakończeniu których podliczane są wyniki gry.
Rober składa się z dwóch partii wygranych przez jedną z par. Aby wygrać partię trzeba zdobyć określoną liczbę punktów za wylicytowane i ugrane lewy.
Punkty na partię zapisuje się „pod kreską”.
Po wygraniu partii przez jedną z par obie strony zapisu są podkreślane i walka o zapis zaczyna się od początku.
Partia może być osiągnięta w jednym lub w kilku rozdaniach. Zatem najkrótszy rober to dwa rozdania, ale zwykle trwa on znacznie dłużej, gdyż przeciwnicy również starają się uzyskać zapis na partię.
Taka forma zapisu i podliczania wyników obowiązywała już w wiście, a potem także w pierwotnych formach brydża (ang. bridge-whist) i w brydżu licytowanym (ang. auction bridge) oraz w plafonie. Różnica polegała przede wszystkim na liczbie punktów przyznawanych za lewy i wymaganej liczbie punktów na dograną.
Obecnie brydż robrowy jest brydżem kontraktowym (ang. contract bridge), którego zasady zostały sformułowane przez Harolda Vanderbilta w 1925 roku.
Obowiązujący w brydżu kontraktowym zapis (ang. contract bridge score) nazywany jest w Polsce zapisem międzynarodowym w odróżnieniu od używanego jeszcze w latach 80. XX wieku w Polsce, w brydżu robrowym, zapisu polskiego będącego modyfikacją zapisu stosowanego w plafonie.
Brydż robrowy od lat pozostaje atrakcyjną formą gry towarzyskiej. Popularna jest tzw. „gra w kółko”, która polega na tym, że gracze po rozegraniu jednego robra zmieniają partnerów w parze tak, aby każdy grał z każdym.
Po rozegraniu trzech robrów wyłaniany jest indywidualny zwycięzca. Możliwe jest rozszerzenie „kółka” na 5-7 osób, wtedy „nadmiarowi” gracze pauzują w poszczególnych robrach.
Z brydża robrowego wywodzą się inne formy brydża.